# Frontino (Italia)
Frontino (Frontin in dialetto gallo-piceno Fruntin in romagnolo) è un comune italiano di 294 abitanti della provincia di Pesaro e Urbino nelle Marche.
È per popolazione il più piccolo comune della Provincia di Pesaro e Urbino. Fa parte della regione storica del Montefeltro, dell'Unione Montana del Montefeltro ed il suo territorio è inserito nell'area protetta del Parco naturale del Sasso Simone e Simoncello.

## Geografia fisica
Il borgo sorge arroccato su uno sperone che domina il torrente e la valle del Mutino, di fronte al monte Carpegna. Il suo territorio si estende nell'appennino tosco-romagnolo, elevandosi da una quota di 500 m s.l.m. a 1.000 circa verso i Sassi Simone e Simoncello.

## Storia
È l'Antico Castrum Frontini, forse di derivazione romana, è ricordato nel diploma di Ottone IV del 7 ottobre 1209. Subì diverse vicissitudini nella sua storia. Nel 1305 divenne dominio dei Brancaleoni di Castel Durante e quindi dei Della Fagiola, poi nel 1355 restituito alla Santa Sede quando i Frontinesi giurarono fedeltà nelle mani del cardinale Egidio Albornoz. Nel 1440 apparteneva ad Antonio da Montefeltro e in seguito a Federico, conte e poi duca di Urbino. Nel 1522 il castello, sotto la guida del capitano Vandini, sostenne vittoriosamente l'assedio dei Fiorentini al comando di Giovanni delle Bande Nere. Frontino rimase poi sempre fedele al Ducato dei Montefeltro.

### Simboli
Lo stemma raffigura quattro torri attorno ad un grande albero centrale. Il gonfalone è un drappo  troncato di rosso e di bianco.

## Monumenti e luoghi d'interesse
Il Castello di Frontino

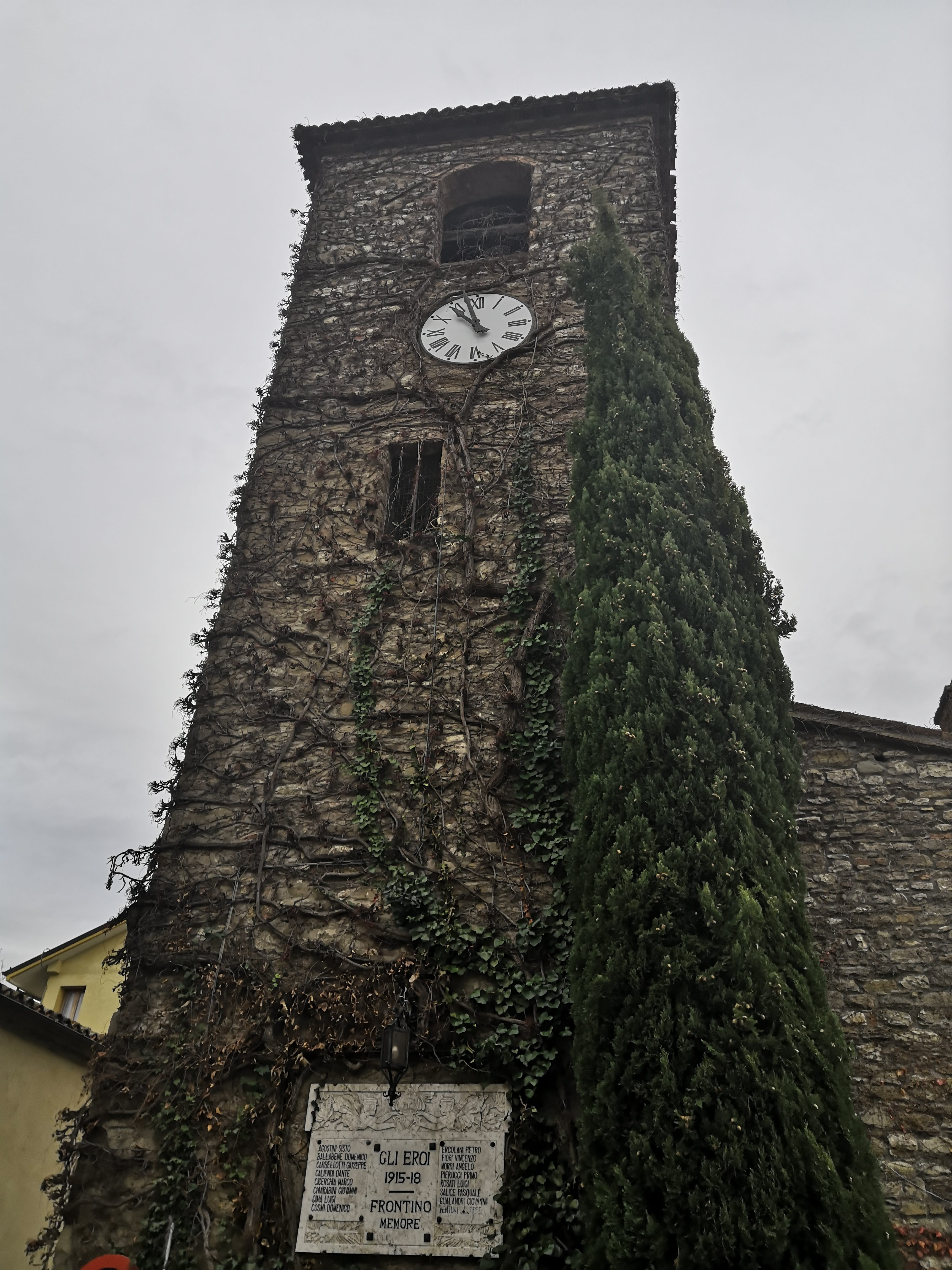
Torre trecentesca di Frontino in inverno

Sono da menzionare la tela Madonna col Bambino, attribuita alla scuola di F. Barocci, il Palazzo Malatesta con scantinati a volte a crociera, da cui si diparte una strada sotterranea che conduce extra muros e un tempo fino al Mulino, difeso anch'esso da un'alta torre, antico quanto il castello, che da qui veniva rifornito di farina e pane. E poi la monumentale fontana, scultura d'acqua di Franco Assetto, dedicata al Maestro Elementare ed intitolata a Caterina Remies Forlani, quale figura simbolica d'insegnante molto amata dalla gente di Frontino. Nel capoluogo è allestito il Museo delle opere di Franco Assetto, donate dall'artista.
Il Convento di Montefiorentino
Il convento di Montefiorentino risale per tradizione al suo fondatore san Francesco (1213). Una bolla papale del 1248 concede indulgenze ai fedeli, che contribuiscono al suo restauro. Ha ampi spazi interni e oltre 10 ettari di terreno, adibiti a parco e area sportiva. Ubicato su un poggio circondato da verde, ha subito nei secoli restauri e ampliamenti, specie nel Seicento.
La chiesa del convento, a navata unica, contiene, sulla destra vicino all'ingresso, l'importante Cappella dei Conti Oliva, voluta nel 1484 su commissione del conte Carlo Oliva in memoria dei genitori defunti, come si legge nell'iscrizione dedicatoria nel cornicione, costruita probabilmente tra 1484 e 1489 ed attribuita a Francesco di Simone Ferrucci da Fiesole. L'ambiente a pianta quadrata con cupola a spicchi, sottolineato dalle modanature e dalle linee architettoniche che spiccano sull'intonaco bianco, mostra un linguaggio architettonico fiorentino e neobrunelleschiano e costituisce un importante esempio di integrazione tra architettura, scultura e pittura concepite dal committente come un tutt'uno. La cappella conserva due monumenti funerari ad arcosolio anch'essi opera di Francesco di Simone Ferrucci: i Sepolcri di Gianfrancesco Oliva e di Marsibilia Trinci, anch'essi di derivazione fiorentina, discendenti dai modelli stabiliti da Bernardo Rossellino e Desiderio da Settignano: su un basamento ornato di festoni vegetali, nastri e stemmi delle famiglie Oliva e Trinci, è posto il sarcofago recante sul fronte il cartiglio con l'epitaffio srotolato da putti alati, sormontato dal letto funebre con la figura del defunto giacente, di grande realismo descrittivo, sia nei volti, sia negli abiti. Il tutto è delimitato da pilastri con capitelli ed aggettante trabeazione e concluso in altro da un arco a tutto sesto entro il quale è una lunetta al centro della quale è un tondo con la Madonna col Bambino. Pregevoli i due inginocchiatoi intarsiati, realizzati da Maestro Zocchino (1493), che richiamano lo studiolo del Duca di Urbino. La pala d'altare della cappella è la tavola di Giovanni Santi, padre di Raffaello, rappresentante la Madonna col Bambino e i santi Giorgio, Francesco, Antonio abate e Girolamo, del 1489, in cui è raffigurato, inginocchiato, il conte Carlo Oliva, imitando la presenza di Federico da Montefeltro nella Pala di San Bernardino di Piero della Francesca.
In chiesa sono conservati anche un affresco con Sant'Antonio abate, attribuito a Evangelista da Piandimeleto, e un antico organo, un coro in noce seicentesco ed altri dipinti cinque-seicenteschi. La chiesa conteneva anche un Polittico di Alvise Vivarini (1475), oggi esposto presso la Galleria Nazionale delle Marche, di cui in chiesa è comunque una copia.
Il piano terra del convento racchiude il chiostro ed è strutturato in varie sale con volte a tutto sesto o a crociera. Presso il convento è collocata anche una raccolta di vari dipinti, antichi testi graduali e antifonari a stampa.
Il Monastero di San Girolamo
Fu eretto nel 1500 da Don Ghisello, appartenente all'illustre famiglia dei Vandini, per concessione del Vescovo di Montefeltro Luca Melini, e anche con il successivo sostegno dei Duchi di Urbino. Circondato da querce secolari, il monastero è stato recentemente restaurato dal Comune, che ne è proprietario. È costituito da chiesa, convento e altra dipendenza di servizio. La chiesa ad un'unica navata contiene cantoria e organo. La pala dell'altare maggiore su tela, dipinta da Bernardino da Longiano (1560), raffigura la Madonna con angeli, Bambino e santi Girolamo e Giovanni Battista. Affreschi nelle pareti rappresentano Santa Maria Maddalena, Santa Lucia, un trittico con Madonna, Bambino e santi Antonio abate e Stefano, Crocefisso e Santi, una tela con Madonna, Bambino e santi contornata da piccoli riquadri, che descrivono scene di vita evangelica. Nel refettorio un popolare affresco con l'Ultima Cena orna la parete di fondo. Nel piano superiore del monastero sono conservate le antiche celle dei monaci.
Il Mulino di Pontevecchio
L'antico mulino di Ponte Vecchio serviva a fornire il pane al castello ma crebbe d'importanza e diventò un punto di riferimento per comunità diverse da quella frontinese. A scopo difensivo venne eretta un'alta torre. Per un collegamento sicuro, venne scavato anche un passaggio sotterraneo.
Restaurato per fini didattici, è costituito da molti locali e bottaccio per la riserva d'acqua. Sono attivi due apparati molitori con vecchie macine in pietra e relativa attrezzatura, azionati a energia elettrica. In un altro locale è in funzione un antico impianto molitorio azionato ad acqua, come nella tradizione. Una serie di 21 pannelli illustrano la storia del pane e dell'arte molitoria.

## Società

### Evoluzione demografica
Abitanti censiti

### Etnie e minoranze straniere
Secondo i dati ISTAT al 1º gennaio 2023 la popolazione straniera residente era di 33 persone e rappresentava il 11% della popolazione residente.

## Cultura

### Cinema
Molte scene del film Asini (1999),  furono girate nel convento di Montefiorentino e nelle aree circostanti, all'interno del territorio comunale.

## Economia

### Turismo
Nel marzo 2014 è stato inserito tra i Borghi più belli d'Italia e, nel giugno 2016, ha ottenuto la Bandiera Arancione del Touring Club Italiano.

## Amministrazione
| Periodo          | Periodo          | Primo cittadino | Partito                           | Carica                     | Note          |
| ---------------- | ---------------- | --------------- | --------------------------------- | -------------------------- | ------------- |
| 19 giugno 1985   | 23 giugno 1990   | Antonio Mariani | Democrazia Cristiana              | Sindaco                    | [ 10 ]        |
| 23 giugno 1990   | 24 aprile 1995   | Antonio Mariani | Democrazia Cristiana              | Sindaco                    | [ 10 ]        |
| 24 aprile 1995   | 13 giugno 1999   | Antonio Mariani | Partito Popolare Italiano         | Sindaco                    | [ 10 ]        |
| 14 giugno 1999   | 13 giugno 2004   | Antonio Mariani | Centro-sinistra                   | Sindaco                    | [ 10 ]        |
| 14 giugno 2004   | 7 giugno 2009    | Rosa Ercolani   | Lista civica                      | Sindaca                    | [ 10 ]        |
| 8 giugno 2009    | 24 febbraio 2012 | Antonio Mariani | Lista civica Insieme per Frontino | Sindaco                    | [ 11 ] [ 10 ] |
| 24 febbraio 2012 | 6 maggio 2012    | Corrado Carloni | Partito Democratico               | Vicesindaco - Sindaco f.f. | [ 10 ]        |
| 7 maggio 2012    | 11 giugno 2017   | Andrea Spagna   | Lista civica Insieme per Frontino | Sindaco                    | [ 10 ]        |
| 12 giugno 2017   | 13 giugno 2022   | Andrea Spagna   | Lista civica                      | Sindaco                    | [ 10 ]        |
| 13 giugno 2022   | in carica        | Andrea Spagna   | Lista civica                      | Sindaco                    | [ 10 ]        |

## Sport
Il paese, benché molto piccolo, aveva una squadra di calcio, il Frontino, che ha militato in Seconda Categoria. Il club si è poi fuso con il Piandimeleto prima di scomparire.
Da notare anche la presenza nella stagione 2021-2022 dell'Africa Promo Foot, compagine composta da giocatori e dirigenti di etnia africana.
Sono inoltre presenti un Palazzetto dello Sport e un'area sportiva con campi da calcio a 5, tennis, basket e pattinaggio.